# Nyctemera basinigra
Nyctemera basinigra là một loài bướm đêm thuộc phân họ Arctiinae, họ Erebidae.